# Широков Віталій Валерійович
Віта́лій Вале́рійович Широков (19 жовтня 1981 — 14 серпня 2015) — молодший сержант Збройних сил України, учасник російсько-української війни.

## Життєпис
Народився 1981 року в місті Олександрія Кіровоградської області. Закінчив 9 класів олександрійської ЗОШ № 9, потім — ПТУ № 7 (в тому ж місті). Пройшов строкову військову службу в лавах ЗСУ. Демобілізувавшись, працював на фірмі з виготовлення пам'ятників.
Мобілізований 18 лютого 2015 року; молодший сержант, стрілець роти снайперів, 30-та окрема механізована бригада. Підрозділ, в якому служив Віталій, утримував позиції поблизу Дебальцевого.
14 серпня 2015-го загинув вранці поблизу села Троїцьке Попаснянського району — під артилерійським обстрілом у Віталія стався серцевий напад.
Похований в Олександрії на Верболозівському кладовищі. Не був одружений, батьки Віталія померли, лишилися двоє старших братів.

## Нагороди та вшанування
За особисту мужність, сумлінне та бездоганне служіння Українському народові, зразкове виконання військового обов'язку відзначений — нагороджений
- орденом «За мужність» ІІІ ступеня (16.1.2016, посмертно)[1]